# Devil in Her Heart
Devil in His Heart est une chanson écrite par Richard Drapkin, enregistrée originellement par le groupe The Donays en 1962. Elle est mieux connue avec le titre féminisé lorsqu'elle a été reprise sur l'album With the Beatles l'année suivante par le célèbre groupe britannique.

## Version des Donays
Le groupe The Donays enregistra cette chanson en 1962, publiée sur la face B de ce qui devint leur seul 45-tours. Sur la face A se trouvait Bad Boy, elle aussi écrite par Richard Drapkin, mais une tout autre chanson que celle publiée par les Beatles en 1965. Le single fut publié la même année sur Correc-Tone, un label local de Détroit, et réédité le 6 août pour le marché américain par Brent Records. Il sera distribué au Royaume-Uni en octobre par Oriole American.
Ce groupe composé de quatre jeunes filles de la ville d'Hamtramck au Michigan se sépara peu de temps après la parution du disque.

## Version des Beatles
Pistes de The Beatles' Second Album
You Really Got a Hold on Me Money (That's What I Want)
Pistes de With the Beatles
I Wanna Be Your Man
(11) Not a Second Time
(13)
Brian Epstein avait comme politique pour son magasin de détail de disques, NEMS (« North End Music Stores »), d'acheter au moins une copie de chaque 45 tours publié en Angleterre. En soirée, lorsque la boutique était fermée au public, les membres des Beatles fouillaient dans ces singles pour tenter découvrir la perle rare comme Chains ou Money. Devil in His Heart fut dénichée en octobre 1962 et rapidement adaptée pour se trouver une place dans leur répertoire.

### Enregistrement et parution
Cette chanson a été enregistrée dans les studios de la BBC le 16 juillet 1963 pour une mise en ondes le 20 août 1963 lors de l'émission Pop Go the Beatles (en),. Quelques jours après cet enregistrement, le groupe entre en studio pour produire leur second album et décide donc de l'inclure. Chantée par George Harrison, elle sera enregistrée le 18 juillet 1963. Trois prises, plus les overdubs, ont été nécessaires pour finaliser l'enregistrement. À leur grande surprise, c'est un samedi matin en écoutant le dessin animé des Beatles à la télévision, que Janice Guinn et sa sœur Armie, membres des Donays, découvrent que leur chanson a été reprise par le groupe de l'heure.
La version enregistrée dans les studios de la BBC, quelques jours auparavant, sortira le 20 mars 1995 sur le maxi Baby It's You. Contrairement aux deux autres chansons de ce maxi, cette version n'a pas été incluse dans le second volume des enregistrements en direct de la BBC. C'est la seconde et dernière prestation, enregistrée le 3 septembre 1963 et mise en ondes le 24 du même mois, encore une fois pour l'émission Pop Go The Beatles, qui sera placée sur On Air - Live at the BBC Volume 2.

### Fiche technique

#### Interprètes
- George Harrison :  chant, guitare solo
- Paul McCartney : chœurs, guitare basse
- John Lennon : chœurs, guitare rythmique
- Ringo Starr : batterie, maracas

#### Équipe de production
- George Martin : producteur
- Norman Smith : Ingénieur du son[8]